# Sitiveni Rabuka
Sitiveni Ligamamada Rabuka (Nakobo, 13 settembre 1948) è un generale e politico figiano, attuale Primo Ministro delle Figi.

## Biografia
Fu l'autore dei due colpi di Stato militari del 1987, quando era tenente-colonnello delle Forze militari della Repubblica di Figi, colpi di stato con i quali divenne capo del Governo militare provvisorio e dichiarò la repubblica. Venne successivamente eletto Primo ministro dal 1992 al 1999.
Dal 2018, è stato il leader dell'opposizione del Parlamento delle Figi, riuscendo a tornare al potere solo in seguito alle elezioni del 2022.